# Таптыковский сельсовет
Таптыковский сельсовет — муниципальное образование в Уфимском районе Башкортостана.
Административный центр — село Таптыково.

## История
Согласно Закону о границах, статусе и административных центрах муниципальных образований в Республике Башкортостан имеет статус сельского поселения.
2004 год
В Таптыковский сельсовет вошли 10 га Дёмского района города Уфы, деревни Осоргино и Дебовка Ленинского района, 1545 га переданы в состав территории Жуковского сельсовета.
Закон Республики Башкортостан от 17 декабря 2004 г. № 125-з «Об изменениях в административно-территориальном устройстве Республики Башкортостан, изменениях границ и преобразованиях муниципальных образований в Республике Башкортостан» гласит:

статья 1. «Изменения в административно-территориальном устройстве Республики Башкортостан», п.п. 54, 56, 78:
54. Изменить границы следующих сельсоветов Уфимского района, Уфимского района, города Уфы, следующих территориальных единиц города Уфы согласно представленной схематической карте, передав часть территорий территориальных единиц города Уфы в состав территорий сельсоветов Уфимского района:
- 10 га Демского района города Уфы в состав территории Таптыковского сельсовета Уфимского района;

56. Изменить границы города Уфы, Ленинского района города Уфы, Уфимского района, Таптыковского сельсовета Уфимского района согласно представленной схематической карте, передав деревни Осоргино и Дебовка Ленинского района города Уфы в состав территории Таптыковского сельсовета Уфимского района.

78. Изменить границы Таптыковского и Жуковского сельсоветов Уфимского района согласно представленной схематической карте, передав часть территории площадью 1545 га Таптыковского сельсовета Уфимского района в состав территории Жуковского сельсовета Уфимского района.

## Население
| 2009  | 2010  | 2012  | 2013  | 2014  | 2015  | 2016  |
| ----- | ----- | ----- | ----- | ----- | ----- | ----- |
| 1241  | ↗1411 | ↗1489 | ↗1566 | ↗1652 | ↗1789 | ↗1942 |
| 2017  | 2018  |       |       |       |       |       |
| ↗1956 | ↗2090 |       |       |       |       |       |

## Состав сельского поселения
| № | Населённый пункт | Тип населённого пункта       | Население |
| - | ---------------- | ---------------------------- | --------- |
| 1 | Таптыково        | село, административный центр | ↗734      |
| 2 | Осоргино         | деревня                      | ↗238      |
| 3 | Дубрава          | деревня                      | ↗180      |
| 4 | Лекаревка        | деревня                      | ↗146      |
| 5 | Глумилино        | деревня                      | ↗64       |
| 6 | Дебовка          | деревня                      | ↘49       |

В 1986 году  упразднена деревня Таптыковского сельсовета Преображеновка (ранее — Преображенка) (Указ Президиума ВС Башкирской АССР от 12.12.1986 N 6-2/396).